# Edgar E. Witt
Edgar E. Witt, född 28 januari 1876 i Bell County, Texas, död 11 juli 1965 i Austin, Texas, var en amerikansk demokratisk politiker och advokat. Han var viceguvernör i Texas 1931–1935.
Witt avlade 1903 juristexamen vid University of Texas och inledde 1906 sin karriär som advokat i Waco. Han deltog som kapten i första världskriget. Efter återkomsten till USA satt han i delstatens senat och tjänstgjorde i fyra år som viceguvernör under guvernörerna Ross S. Sterling och Miriam A. Ferguson. James Allred besegrade Witt i demokraternas primärval inför guvernörsvalet 1934.
Witt gifte sig 1904 med Gwynne Johnstone men paret fick inga barn. Witt avled 1965 och gravsattes på Oakwood Cemetery i Waco.